# Ileana Salvador
Ileana Salvador, född den 16 januari 1962, är en italiensk före detta friidrottare som tävlade i gång.
Salvadors främsta merit är att hon blev silvermedaljör vid VM 1993 på 10 km gång. Hon blev bronsmedaljör vid EM 1990 i Split. Vidare blev hon sjua vid VM 1991 i Tokyo.
Hon var väldigt framgångsrik inomhus med tre raka brons på 3 000 meter gång vid inomhus-VM.

## Personliga rekord
- 10 km gång - 41.30